# Cantó de Ligny-le-Châtel
El cantó de Ligny-le-Châtel és un cantó francès del departament del Yonne, situat al districte d'Auxerre. Té 12 municipis i el cap és Ligny-le-Châtel.

## Municipis
- La Chapelle-Vaupelteigne
- Lignorelles
- Ligny-le-Châtel
- Maligny
- Méré
- Montigny-la-Resle
- Pontigny
- Rouvray
- Varennes
- Venouse
- Villeneuve-Saint-Salves
- Villy

## Història
| Data d'elecció                           | Identitat       | Partit        | Qualitat |
| ---------------------------------------- | --------------- | ------------- | -------- |
| 1945-1949                                | M. Fromonot     | Radical       |          |
| 1949-1955                                | M. Chérest      | Divers droite |          |
| 1955-1973                                | Gaston Houssier | Centrista     |          |
| 1973-1992                                | Georges Régnier | UDF           |          |
| 1992-                                    | Gérard Arnouts  | PS            |          |
| les dades anteriors no són pas conegudes |                 |               |          |
|                                          |                 |               |          |